# Игалику
Игалику (гренл. Igaliku) — посёлок в коммуне Куяллек, южная Гренландия, между Какортоком и Нарсарсуаком. Население — 27±1 человек (данные 2016 года). Игалику известен тем, что возле него находятся руины Гардара (религиозного центра поселений викингов в Гренландии в XII веке).

## География
Посёлок расположен к юго-востоку от Нарсарсуака, на выступающем от материковой части Гренландии полуострове, недалеко от фьорда Тунуллиарфик.

## Исторические места
Игалику наиболее известен руинами Гардара, когда-то религиозного центра норвежской Гренландии XII века. Этот район находился в самом центре Восточного поселения и с 1830-х годов подвергался обширным археологическим раскопкам. В данном районе есть несколько исторических захоронений, хотя большинство из них до сих пор не идентифицированы.

## Инфраструктура
В поселении есть магазин и церковь, школа под названием "Школа Игалику" (гренл. Atuarfik Igaliku). В посёлок ведёт только одна дорога - King's Road, она соединяет Игалику с Итиллеком.

## Население
Население в течение двух последних десятилетий оставалось стабильным.